# Ryssar
Ryssar (ryska: Русские/Russkije) är ett östslaviskt folk som har ryska som modersmål. Dessa lever främst i Ryssland, men även i angränsande länder i forna Sovjetunionen, såsom Estland, Lettland, Litauen, Moldavien, Ukraina och Belarus.

## Självbenämning
Ryssar kallar sig själva russkije (русские). Namnet är känt åtminstone sedan tusen år. Ordet har sitt ursprung i ruser, det folkslag som grundade Kievrus. Det namnet kommer från Ruotsi, det finska ordet för Sverige, i sin tur från fornnordiskans Roþrslandi, det gamla namnet för Roslagen.
Etymologin har alltid varit politiskt känslig. Den så kallade ”nordiska” versionen ovan har kontrasterats mot den ”slaviska” versionen i vilken namnet anknyter till ett ord som stod för ”björn” i fornslaviska. Russkije kan anknytas till Dneprs biflods Ros namn (man bör dock minnas att det finns många andra geografiska företeelser i Europa med liknande namn).
Under 1500- och 1600-talen började tre större dialekter urskilja sig ur det gammalryska språket: ukrainska ("lillryska"), belarusiska och storryska, eller egentlig ryska. Dagens ryssar är huvudsakligen ättlingar till så kallade ”storryssar”. Orden "lillryssar" och "storryssar" är inte gångbara idag.
Idag använder ryssarna ordet russkije bara för att beteckna dagens etniska ryssar eller i historiskt sammanhang. När man talar om Rysslands befolkning överhuvudtaget, använder man ordet rossijane (россияне), "ryssländare".

## Ryska namn
Många nutida populära ryska förnamn är av icke-slaviskt ursprung. Till exempel är förnamnen Michail samt de ”klassiska ryska” förnamnen Ivan och Marija av judiskt ursprung, Aleksandr, Jevgenij, Vasilij, Jelena och Jekaterina av grekiskt, Maksim och Marina av latinskt, Igor och Uleb av skandinaviskt (av Guðleifr/Guðlefr respektive Helga). Slaviska är namn som slutar på mir/měr (Ostromir, Tikhomir, Vladimir), *voldъ (Vsevolod, Rogvolod), *slavъ (Vladislav, Dobroslav). Namnen Oleg, Olga, Boris, Gleb anses också vara slaviska av vissa filologer.
Flera ryska efternamn slutar med -ov, -ev, -in, eller, -ova, -eva, -ina hos kvinnor. Dessa ändelser kan tolkas som (ålderdomliga) genitivändelser. Ändelsen -nko eller -ko, som är mer typisk för ukrainare, är också vanlig. Ändelsen -nkov (-nkova) är oftast bara en ryssifiering av ett efternamn som slutar med -nko. Övriga typiska ändelser förekommer relativt sällan och är följande: -uk/-juk (mer typisk för ukrainare), -ak/-jak, -un, -ets, -skij (-skaja) (förekommer hos alla slaver, särskilt polackerna men då som - ski (ska)), -ij, -itj (mer typisk för belarusier). De tio ryska efternamn som är vanligast förekommande är följande: Smirnov (av ryska смирный, "lugn", "spak"), Ivanov, Kuznetsov (av ryskt кузнец, "smed"), Popov (av поп, "rysk ortodox präst"), Sokolov (av сокол, "falk"), Lebedev (av лебедь, "svan"), Kozlov (av ”козёл”, "getabock"), Novikov (av новый, "ny"), Morozov (av мороз, "frost"), Petrov.
Ett fullt ryskt namn (liksom ett belarusiskt eller ukrainskt) innehåller även personens faders förnamn. Detta kallas fadersnamn (отчество, ottjestvo) och slutar med -evitj/-ovitj, samt, -evna/-ovna i de kvinnliga namnen (dessa ändelser kan även uppfattas som genitiv av faderns förnamn). Till exempel är Rysslands presidents, under perioden 2012-2020, fulla namn Dmitrij Anatoljevitj Medvedev, vilket innebär att hans fader hette Anatolij. Vill man tilltala någon artigt, använder man den tilltalades förnamn plus fadersnamn.

### Litteratur

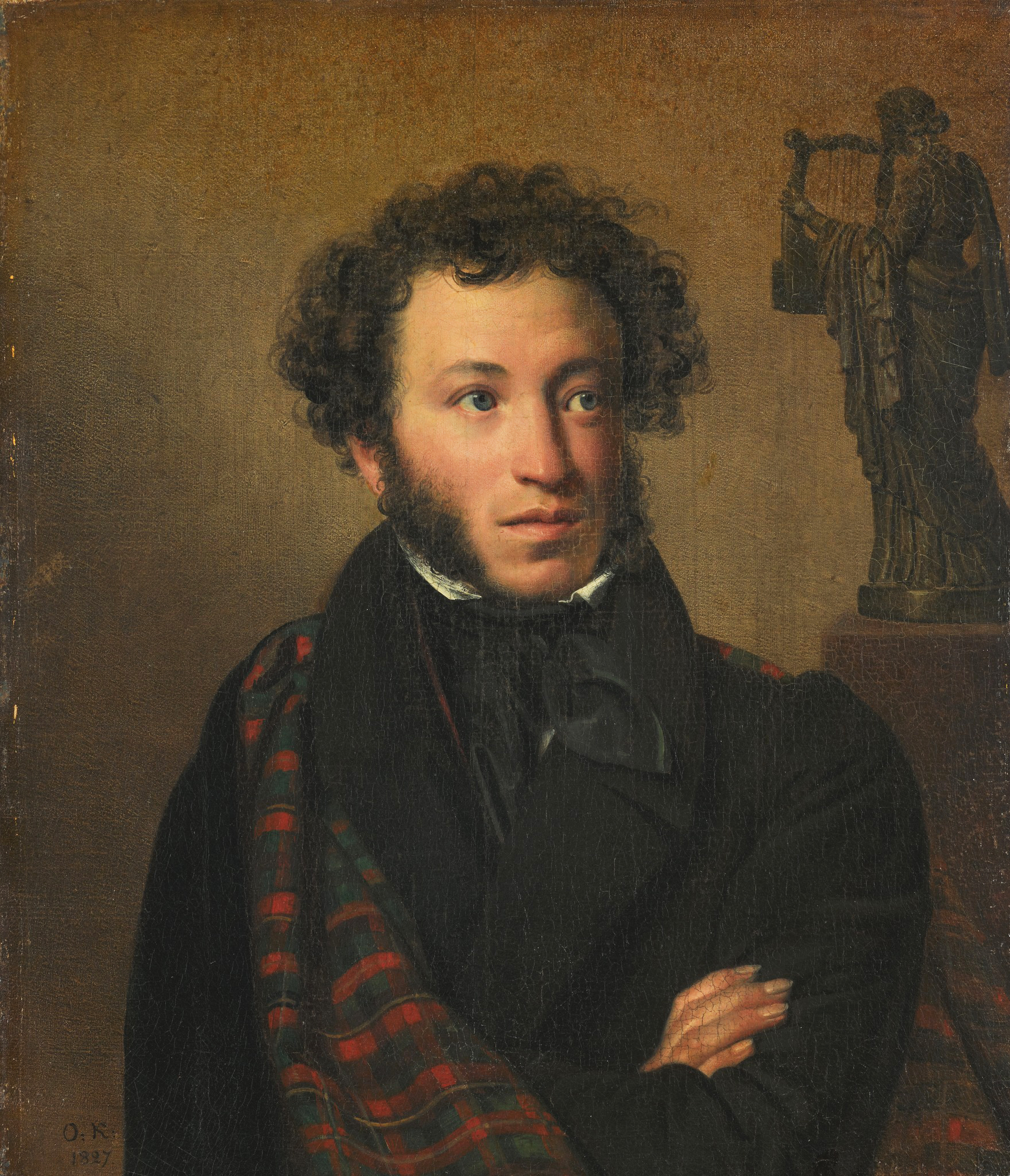
Pusjkin (1799–1837)
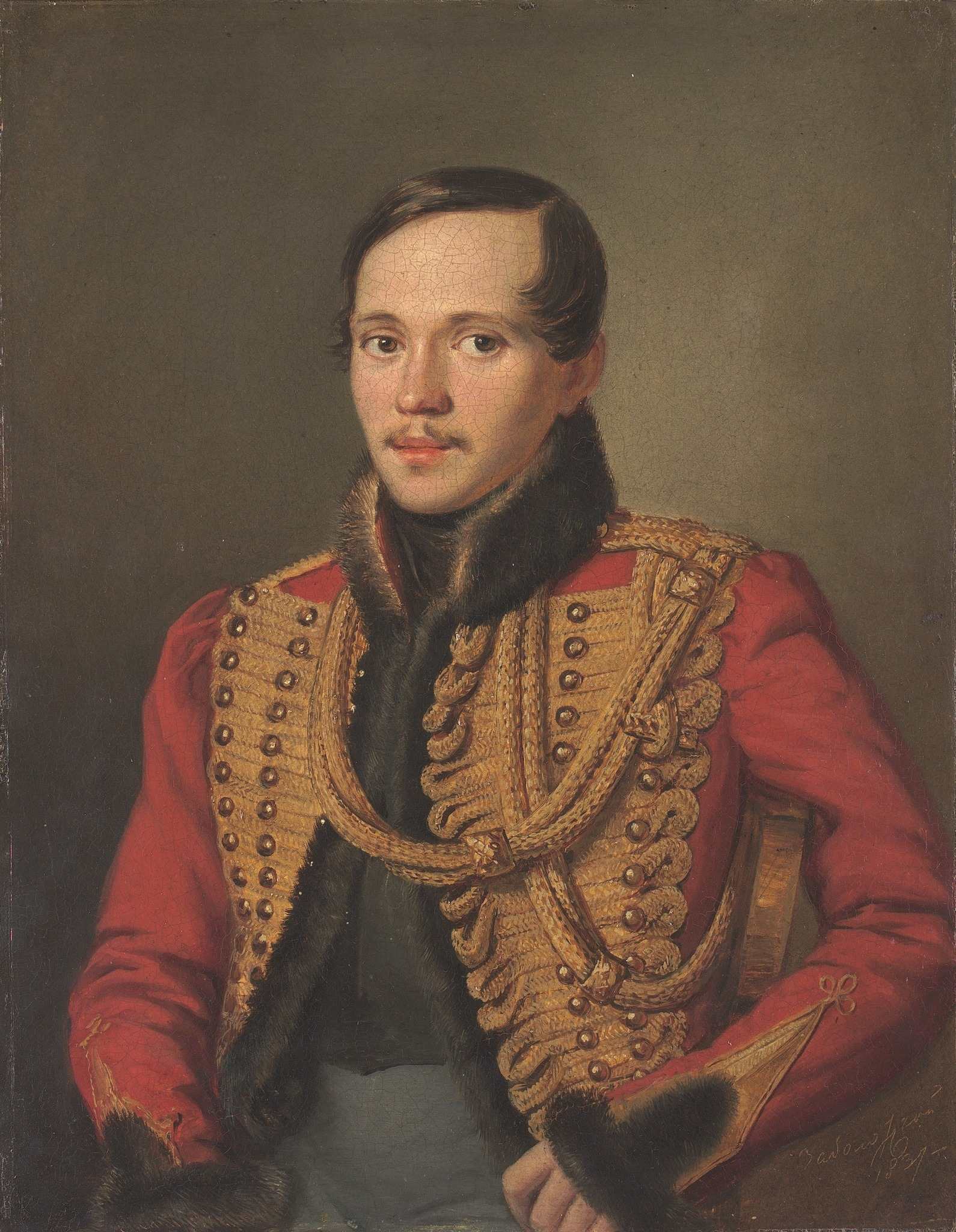
Lermontov (1814–1841)
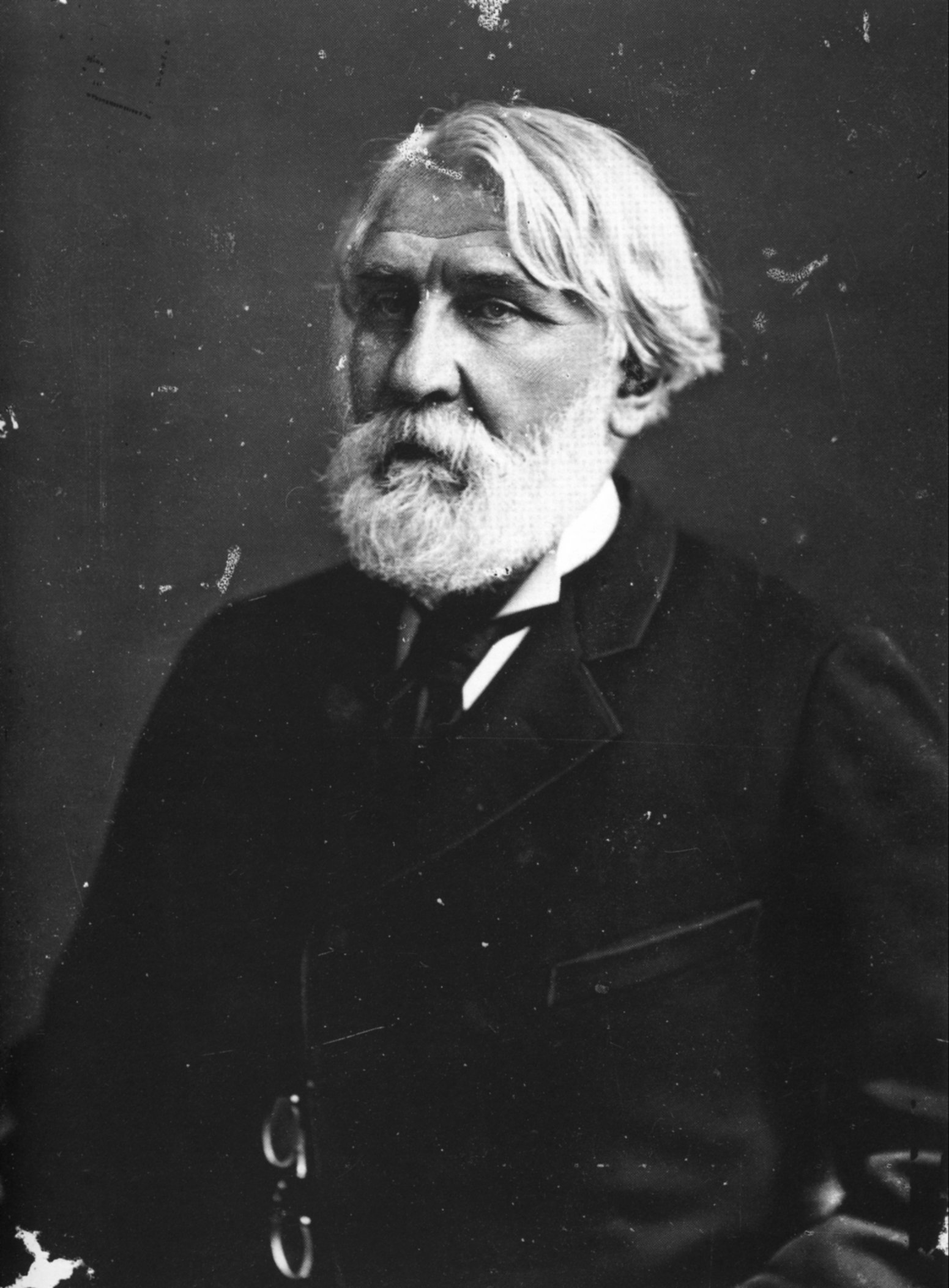
Turgenjev (1818–1883)
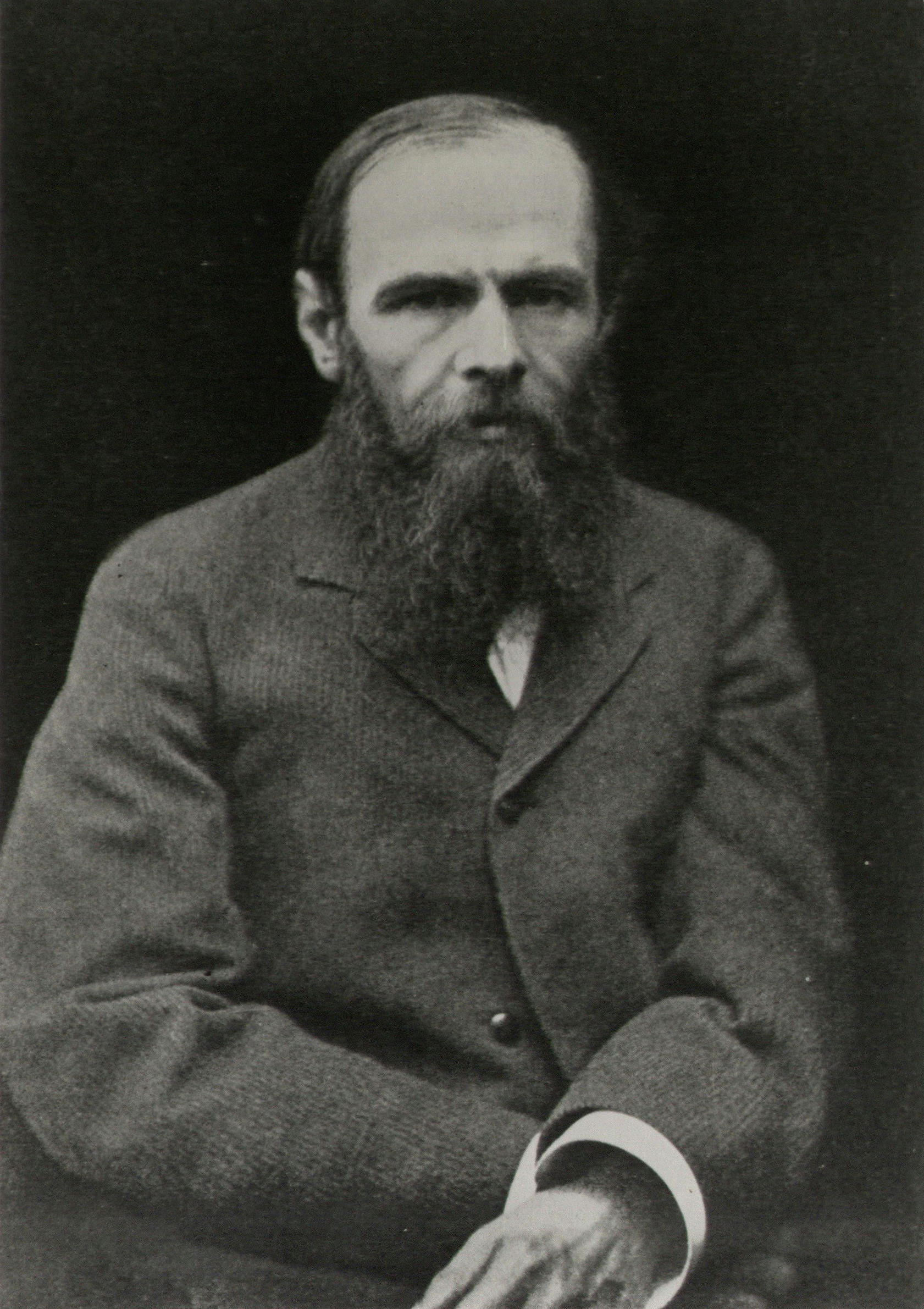
Dostojevskij (1821–1881)
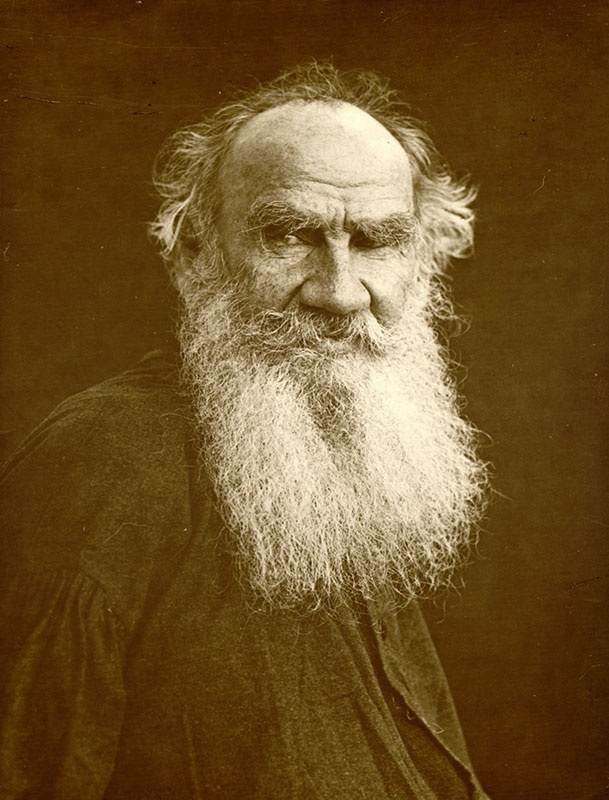
Tolstoj (1828–1910)
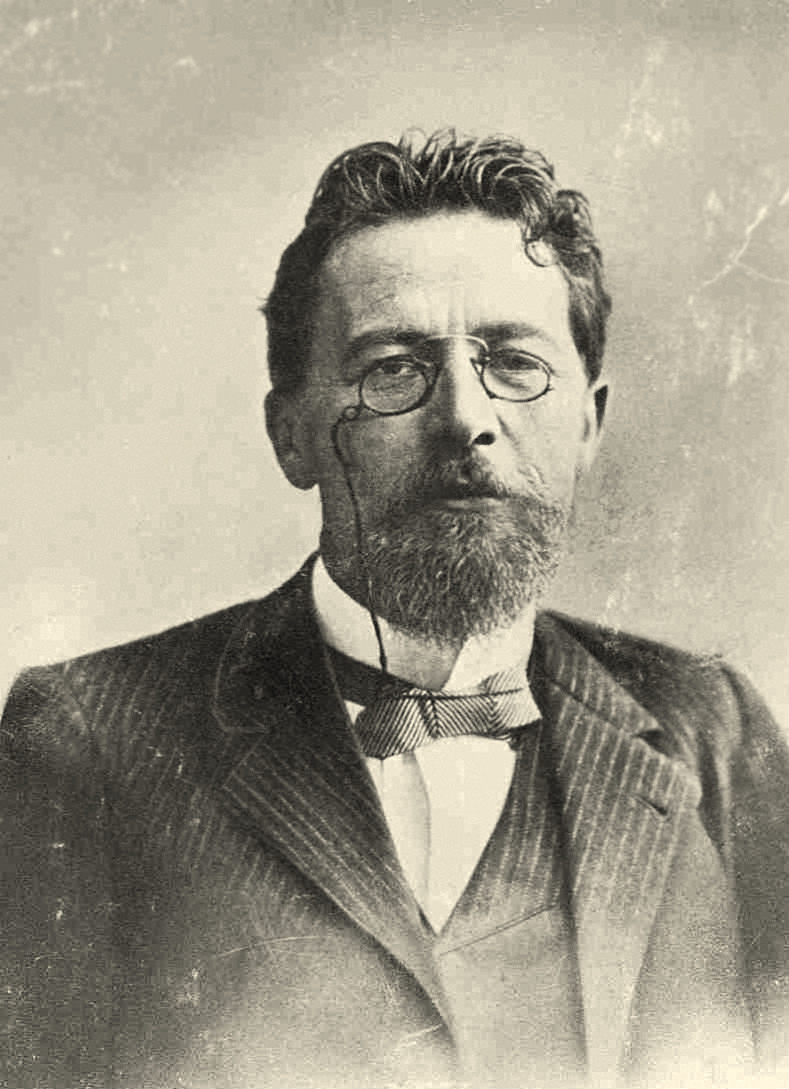
Tjechov (1860–1904)
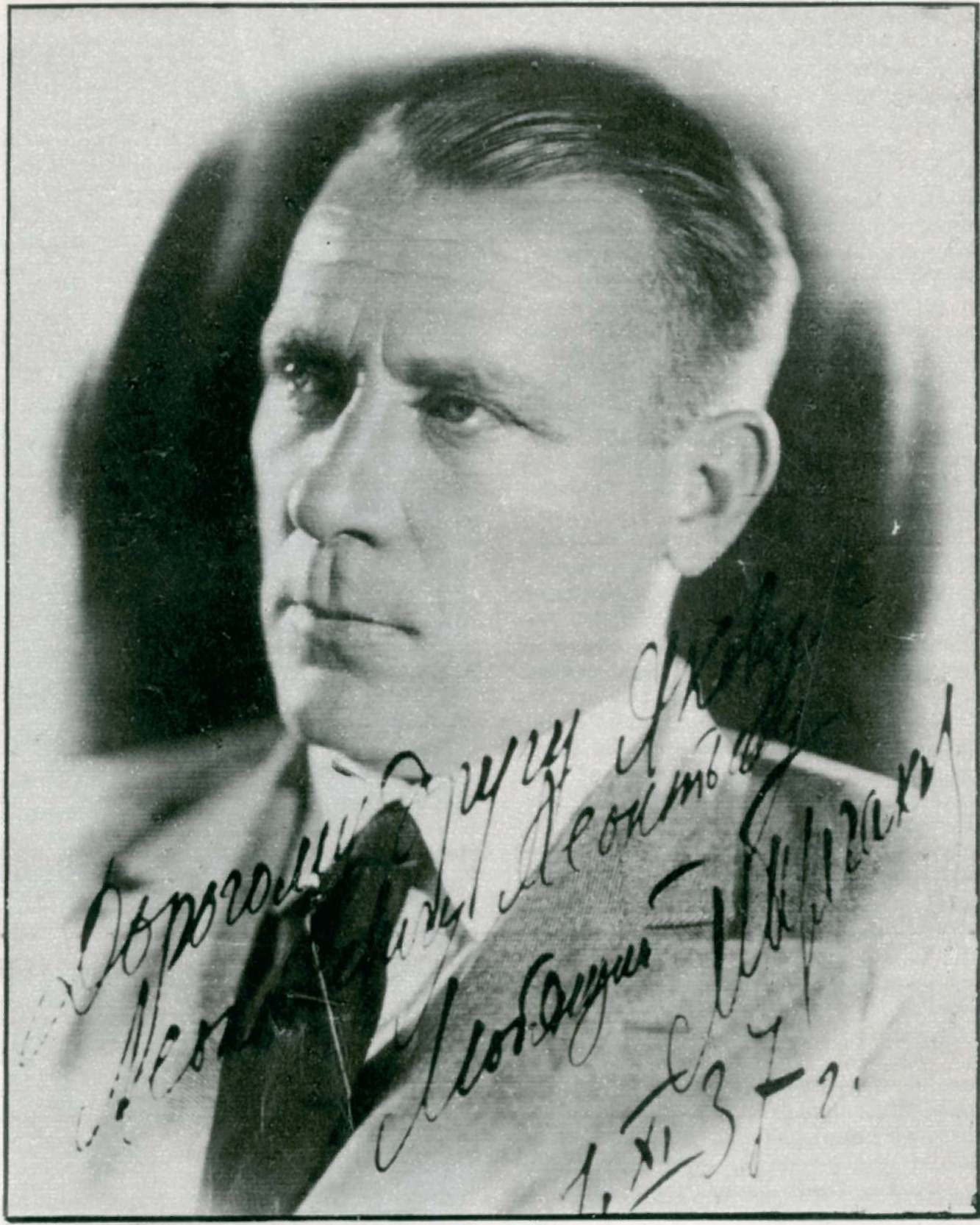
Bulgakov (1891–1940)
Achmatova (1889–1966)

## Kultur

## Antal ryssar i världen och Ryssland
Ryssar utgör cirka 140 miljoner människor och är därigenom den största slaviska folkgruppen.

### Ryssland
I Ryssland utgör ryssarna 79,8 procent av befolkningen. Andelen ryssar i landets federationssubjekt varierar enligt följande:
| Federationssubjekt        | Andel ryssar |
| ------------------------- | ------------ |
| Vologda oblast            | 96,56 %      |
| Tambov oblast             | 96,47 %      |
| Brjansk oblast            | 96,34 %      |
| Kursk oblast              | 95,87 %      |
| Lipetsk oblast            | 95,83 %      |
| Kostroma oblast           | 95,58 %      |
| Orjol oblast              | 95,32 %      |
| Archangelsk oblast        | 95,21 %      |
| Tula oblast               | 95,21 %      |
| Jaroslavl oblast          | 95,15 %      |
| Nizjnij Novgorod oblast   | 94,96 %      |
| Vladimir oblast           | 94,74 %      |
| Rjazan oblast             | 94,59 %      |
| Pskov oblast              | 94,25 %      |
| Voronezj oblast           | 94,14 %      |
| Novgorod oblast           | 93,92 %      |
| Ivanovo oblast            | 93,69 %      |
| Kaluga oblast             | 93,47 %      |
| Tjita oblast              | 93,45 %      |
| Smolensk oblast           | 93,38 %      |
| Novosibirsk oblast        | 93,01 %      |
| Belgorod oblast           | 92,88 %      |
| Tver oblast               | 92,49 %      |
| Amur oblast               | 92,04 %      |
| Altaj kraj                | 91,97 %      |
| Kemerovo oblast           | 91,92 %      |
| Irkutsk oblast            | 91,84 %      |
| Kurgan oblast             | 91,47 %      |
| Moskva oblast             | 91,00 %      |
| Tomsk oblast              | 90,84 %      |
| Kirov oblast              | 90,82 %      |
| Judiska autonoma oblastet | 89,93%       |
| Primorje kraj             | 89,89 %      |
| Chabarovsk kraj           | 89,82 %      |
| Leningrad oblast          | 89,58 %      |
| Rostov oblast             | 89,35 %      |
| Sverdlovsk oblast         | 89,23 %      |
| Krasnojarsk kraj          | 88,95 %      |
| Volgograd oblast          | 88,89 %      |
| Krasnodar kraj            | 86,56 %      |
| Penza oblast              | 86,35 %      |
| Saratov oblast            | 85,94 %      |
| Murmansk oblast           | 85,25 %      |
| Perm kraj                 | 85,18 %      |
| Moskva                    | 84,83 %      |
| Sankt Petersburg          | 84,73 %      |
| Sachalin oblast           | 84,28 %      |
| Samara oblast             | 83,6 %       |
| Omsk oblast               | 83,47 %      |
| Kamtjatka oblast          | 83,14 %      |
| Tiumen oblast             | 82,38 %      |
| Kaliningrad oblast        | 82,37 %      |
| Tjeljabinsk oblast        | 82,31 %      |
| Stavropol kraj            | 81,6 %       |
| Chakassien                | 80,28 %      |
| Magadan oblast            | 80,18 %      |
| Karelska republiken       | 76,64 %      |
| Orenburg oblast           | 73,94 %      |
| Uljanovsk oblast          | 72,65 %      |
| Astrachan oblast          | 69,69 %      |
| Burjatien                 | 67,82 %      |
| Chantien-Mansien          | 66,06 %      |
| Adygeiska republiken      | 64,48 %      |
| Dolgano-Nentsien          | 62,44 %      |
| Mordvinien                | 60,84 %      |
| Udmurtien                 | 60,12 %      |
| Komi                      | 59,59 %      |
| Jamalo-Nentsien           | 58,85 %      |
| Altajrepubliken           | 57,41 %      |
| Ust-Ordynska Burjatien    | 54,42 %      |
| Tjuktjien                 | 51,87 %      |
| Korjakien                 | 50,56 %      |
| Marij El                  | 47,46 %      |
| Jakutien                  | 41,15 %      |
| Tatarstan                 | 39,49 %      |
| Basjkirien                | 36,32 %      |
| Aginska Burjatien         | 35,13 %      |
| Karatjajen-Tjerkessien    | 33,65 %      |
| Kalmuckien                | 33,55 %      |
| Tjuvasjien                | 26,53 %      |
| Kabardinien-Balkarien     | 25,14 %      |
| Nordossetien              | 23,19 %      |
| Tuva                      | 20,11 %      |
| Dagestan                  | 4,69 %       |
| Tjetjenien                | 3,68 %       |
| Ingusjien                 | 1,19 %       |

### Världen
| Land         | Antal ryssar                   |
| ------------ | ------------------------------ |
| Ryssland     | 115 889 000 (folkräkning 2002) |
| Ukraina      | 8 334 000 (folkräkning 2001)   |
| Kazakstan    | 4 480 000 (folkräkning 1999)   |
| Belarus      | 1 200 000                      |
| USA          | 700 000                        |
| Lettland     | 616 840                        |
| Uzbekistan   | 620 000                        |
| Kirgizistan  | 500 000                        |
| Estland      | 342 000                        |
| Kanada       | 337 960                        |
| Litauen      | 278 000                        |
| Moldavien    | 259 000                        |
| Brasilien    | 200 000                        |
| Tyskland     | 178 600                        |
| Azerbajdzjan | 144 000                        |
| Turkmenistan | 142 000                        |
| Frankrike    | 115 000                        |
| Tadzjikistan | 79 000                         |
| Georgien     | 70 000                         |
| Australien   | 60 200                         |
| Rumänien     | 30 000                         |
| Finland      | 20 000                         |
| Turkiet      | 20 000                         |
| Kina         | 15 609 (folkräkning 2000)      |

Ryssar räknas som ett av Kinas 56 officiella minoritetsfolk.